# Hinesville
Hinesville är en stad (city) i Liberty County, i delstaten Georgia, USA. Enligt United States Census Bureau har staden en folkmängd på 34 519 invånare (2011) och en landarea på 52,8 km². Hinesville är huvudort i Liberty County.
Fort Stewart är belägen utanför staden.